# Atia Balba Caesonia
Atia (sau Atia Balba; n. 85 î.Hr., Roma Antică – d. 43 î.Hr.) a fost nepoata lui Gaius Julius Caesar (prin sora sa Julia Minor), mama lui Gaius Octavius, care a devenit împăratul Augustus, bunică vitregă a împăratului Tiberius, străbunica împăratului Claudius, străbunica împăratului Caligula și a împărătesei Agrippina cea Tânără și stră-stră-străbunică a împăratului Nero.